# Chiesa di San Michele Arcangelo (Vissandone)
La chiesa di San Michele Arcangelo è la parrocchiale di Vissandone, frazione di Basiliano, in provincia ed arcidiocesi di Udine; fa parte della forania del Medio Friuli.

## Storia
Sembra che la prima chiesa di Vissandone fosse stata costruita forse nell'VIII secolo, ma, sicuramente, prima dell'XI secolo. La parrocchia venne eretta nel XIII secolo con territorio dismembrato da quella di Variano. La chiesa fu distrutta nel 1477 dai Turchi durante una delle loro scorrerie e riedificata nel XVI secolo. L'attuale parrocchiale venne costruita in stile neoclassico tra il 1741 ed il 1750 su progetto di Benedetto Stella; la consacrazione fu impartita nel 1785 dall'arcivescovo di Udine Giovanni Girolamo Gradenigo. Nello stesso secolo iniziarono i lavori di edificazione del campanile, terminato appena nel 1863. Nel 1944 la parrocchia di Vissandone fu ridotta di confini in seguito all'erezione di quella di Villaorba. Infine, l'edificio venne completamente ristrutturato tra il 1997 ed il 1999.